# ヨハン・エック
ヨハン・マイヤー・フォン・エック（Johann Maier von Eck, 1486年11月13日 - 1543年2月10日）は、ドイツのローマ・カトリックの神学者で、宗教改革を批判した事で知られる。

## 来歴
1495年4月16日にシュヴァーベン地方のエック・アン・デア・ギュンツで生まれた。1510年にインゴルシュタット大学の神学教授となった。
神学者として名高く、1517年10月31日に95ヶ条の論題を発表したマルティン・ルターに対して1519年1月に神学者として名高いエックはルターに反論する多数の論争集を発表した。1519年6月27日から7月16日にかけて、ザクセン公ゲオルクの仲介により、ライプツィヒでパリ大学、エルフルト大学の神学者を審判として開催されたライプツィヒ討論会では教皇庁からルターの盟友であるルドルフ・カールシュタットとの論戦のためにエックが論客として差し向けられ、1週間にわたりカールシュタットと討論した後で続いて論戦に参加したマルティン・ルターとも1週間にわたり論戦を繰り広げ、エックによる誘導尋問により、ルターから公会議の権威をも否定する言質を引き出した。1520年にはローマを訪問してルターは異端である旨の勅書をもち帰った。
エック自身はルターの宗教改革に徹底して反対する一方で、カトリック教会の弊害も厳しく批判していた。
その後、教皇の権威について著した。

## ギャラリー

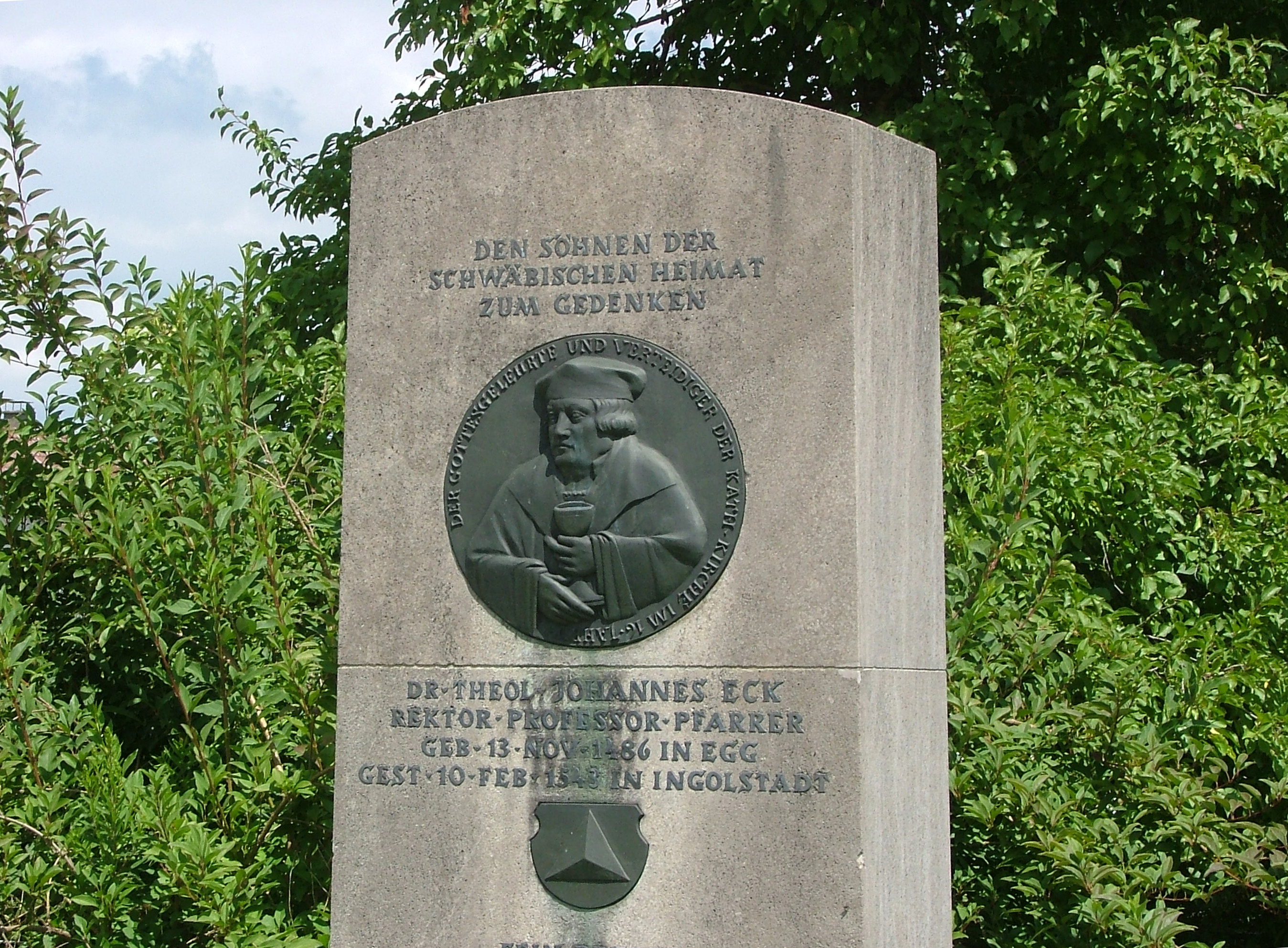
エックの記念碑
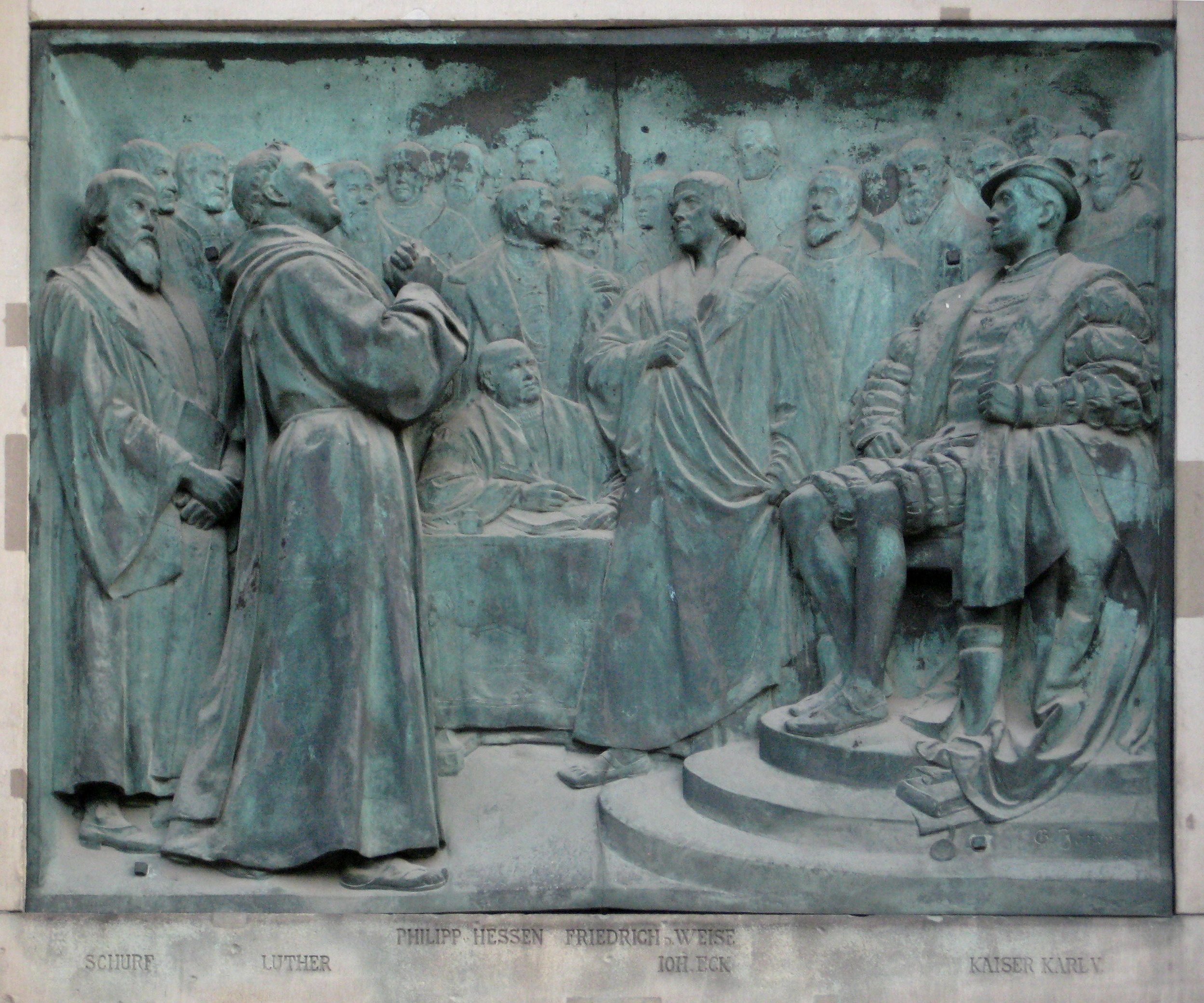
レリーフ
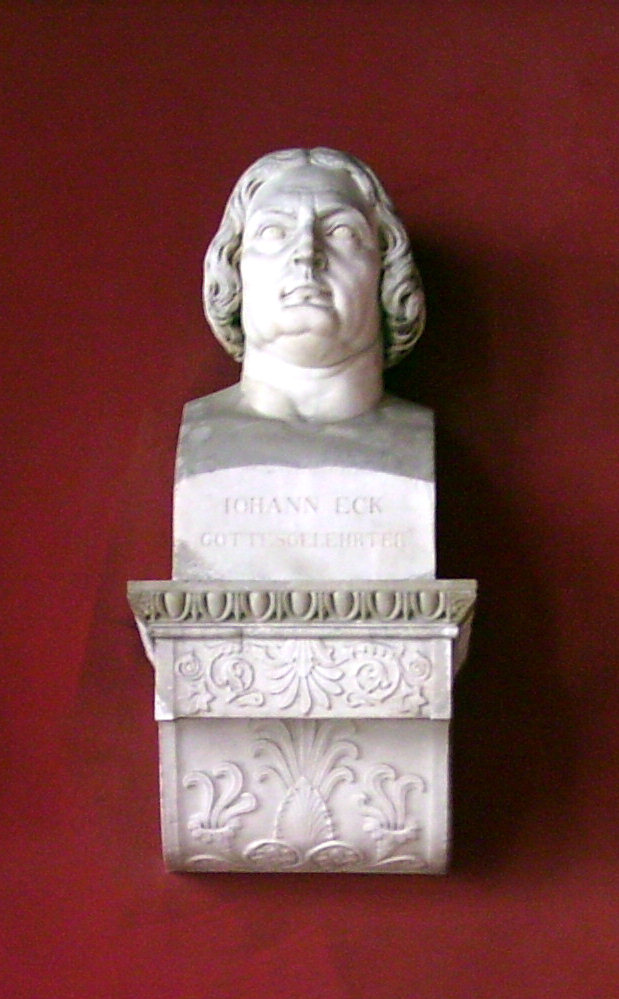
エックの像
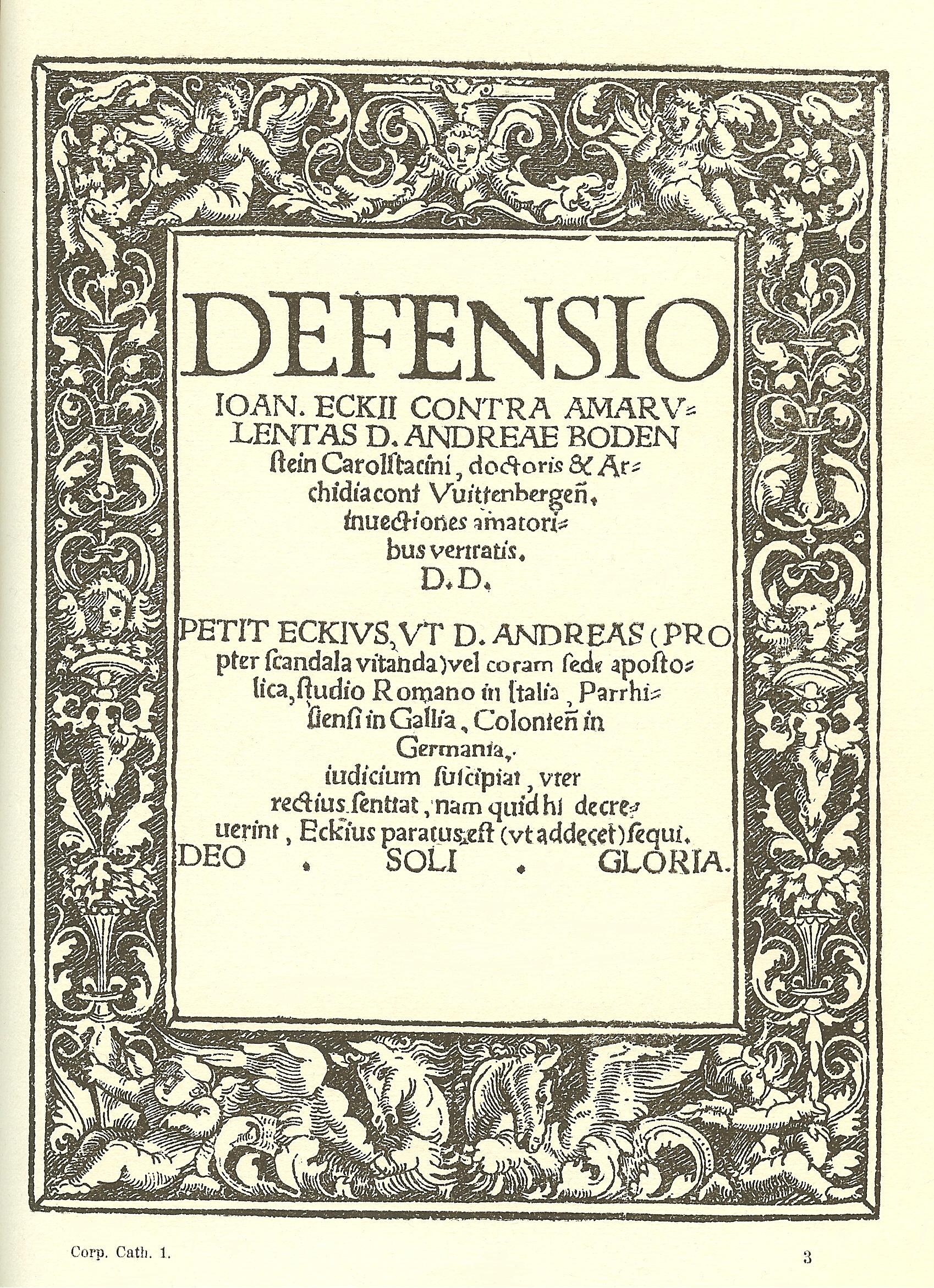
エックの著作の表紙